# Navbakhor Khamidova
Navbakhor Khamidova, née le 7 février 2001 ,  est une boxeuse ouzbèke dans la catégorie poids welter. Elle décroche une médaille aux Championnats du monde féminins de boxe amateur 2023. Elle est également deux fois médaillée aux Championnats d'Asie de boxe amateur.

## Carrière amateur
Khamidova remporte l'argent aux Championnats d'Asie 2021 après son échec contre Valentina Khalzova (en) pour l'Or. Finalement,  elle remporte la médaille d'or l'année suivante aux Championnats d'Asie de 2022, après avoir battu Choi Hong-eun. 
Fin septembre 2021, elle décroche une médaille de bronze au 58e championnat du monde militaire à Moscou (Russie) organisé sous la direction du Conseil international des sports militaires. En demi-finale, elle perd contre Saadat Dalgatova (en), la future médaillée d'or,.  
En mars 2023, Khamidova participe aux Championnats du monde de boxe féminine IBA de 2023 (en), perdant contre Imane Khelif en quart de finalequi se voit disqualifier par l'Association internationale de boxe (IBA),. Khamidova reçoit ainsi  une médaille de bronze, au final,.  

### Note
- (en) Cet article est partiellement ou en totalité issu de l’article de Wikipédia en anglais intitulé « Navbakhor Khamidova » (voir la liste des auteurs).